# Olaf Gothfrithson
Vous lisez un « bon article » labellisé en 2017.
Pour les articles homonymes, voir Mac Gofraid.
Olaf Gothfrithson (Óláfr Guðrøðarson en vieux norrois, Amlaíb mac Gofraid en vieil irlandais, Ánláf en vieil anglais) est un roi viking actif dans les îles Britanniques dans la première moitié du Xe siècle. Il règne sur Dublin de 934 à 939, puis sur York de 939 jusqu'à sa mort, en 941.
Fils du roi de Dublin Gothfrith, Olaf appartient aux Uí Ímair, la dynastie des descendants d'Ivar. Il succède à son père à sa mort. En 937, il étend son autorité sur les Vikings de Limerick en s'emparant de leur roi Amlaíb Cenncairech. La même année, il s'allie avec le roi écossais Constantin II contre le roi anglais Æthelstan en vue de reconquérir le royaume viking d'York, sur lequel son père a brièvement régné en 927. Leur campagne se termine par une défaite à la bataille de Brunanburh.
En 939, Olaf profite de la mort d'Æthelstan pour retraverser la mer d'Irlande et s'établir comme roi à York, laissant le royaume de Dublin à son frère Blácaire. Lors d'une rencontre à Leicester, il conclut un accord avec Edmond, le successeur d'Æthelstan, concernant la division de l'Angleterre. Les Vikings ne tardent pas à rompre cet accord en occupant la région des Cinq Bourgs, un événement qui prend peut-être place après la mort d'Olaf en 941. Son cousin Olaf Kvaran lui succède à York.

## Sources
Les principales sources concernant la carrière d'Olaf Gothfrithson proviennent de la tradition annalistique irlandaise. Elles comprennent les Annales de Clonmacnoise, les Annales des quatre maîtres, les Annales d'Ulster et le Chronicon Scotorum. Ses activités en Grande-Bretagne expliquent qu'il soit également mentionné dans la Chronique anglo-saxonne, une série d'annales en vieil anglais compilées en Angleterre à partir de la fin du IXe siècle.

## Contexte
Les premiers raids vikings sur l'Irlande se produisent à la fin du VIIIe siècle. Il s'agit d'abord de simples opérations de pillage qui s'intensifient progressivement. Les envahisseurs arrivent en nombres de plus en plus grands et établissent leurs premiers campements permanents, les longphorts, dans les années 830, à l'image de celui de Dublin. Ils commencent également à s'intégrer au système politique local, concluant des alliances avec certains rois irlandais contre d'autres. Parmi leurs chefs, les annales distinguent les frères Olaf (Amlaíb en irlandais) et Ivar (Ímar), qui font preuve d'une grande activité en Irlande et en Grande-Bretagne du milieu des années 850 au milieu des années 870,.
Les descendants d'Ivar, appelés Uí Ímair par les annales irlandaises, règnent sur Dublin jusqu'à leur expulsion par les Irlandais de Brega et du Leinster, en 902. Ils restent actifs en mer d'Irlande dans les années qui suivent : un petit-fils d'Ivar, Ragnall, conquiert la Northumbrie dans les années 910. Les Uí Ímair reviennent en force en Irlande vers la même période. Après une série de victoires, Sihtric Caech, un autre petit-fils d'Ivar, réinvestit Dublin en 917. Il quitte l'Irlande trois ans plus tard pour prendre la succession de Ragnall en Northumbrie et laisse son royaume à un parent, Gothfrith.

## Biographie

### Origines

Les îles Britanniques à l'époque d'Olaf Gothfrithson.

Olaf est le fils de Gothfrith Uí Ímair, qui est roi de Dublin de 920 à 934 et qui règne brièvement sur la Northumbrie en 927,. Comme l'indique le surnom « Uí Ímair », Gothfrith est un petit-fils d'Ivar, mais on ignore le nom de son père. Il est possible que celui-ci soit un fils d'Ivar qui n'a jamais régné, ou bien que Gothfrith soit le fils d'une fille d'Ivar. Dans les deux cas, sa légitimité aurait davantage reposé sur l'identité de son grand-père, qui est le premier membre de sa lignée à avoir régné sur les Vikings de Dublin. Outre Olaf, trois autres fils de Gothfrith sont cités dans les sources : Albann, Blácaire et Ragnall. Albann est tué au combat contre le roi d'Ailech Muirchertach mac Néill en 926. Blácaire devient roi de Dublin en 939, tandis que Ragnall règne sur la Northumbrie en 943-944,.
En 928, les annales mentionnent le pillage du monastère de Kildare par un « fils de Gofraid » dont le nom n'est pas cité. Il pourrait s'agir de la première apparition d'Olaf dans les sources. Sa première mention certaine date de quelques années plus tard, en 933. Cette année-là, il conduit une flotte dans le Strangford Lough et pille Armagh le 10 novembre. Il s'allie ensuite au roi d'Ulaid Matudán mac Áeda pour mener un raid conjoint qui s'enfonce jusqu'au Sliabh Beagh, tout au nord de l'actuel comté de Monaghan. Là, ils sont confrontés aux troupes du roi d'Ailech Muirchertach mac Néill. Dans la bataille qui s'ensuit, Olaf et Matudán perdent la majeure partie de leur butin et plusieurs centaines d'hommes (240 selon les Annales des quatre maîtres et le Chronicon Scotorum, 1 200 selon les Annales de Clonmacnoise).

### Roi de Dublin
Gothfrith Uí Ímair meurt en 934 et Olaf lui succède à la tête du royaume de Dublin. L'année suivante, il attaque ses voisins du nord, les Síl nÁedo Sláine. Il détruit leur forteresse du crannog de Lagore, dans l'actuel comté de Meath, et pille la chambre funéraire de Knowth une semaine plus tard,.
Olaf tourne ensuite son attention vers l'ouest et les Midlands d'Irlande. En 936, ses troupes razzient l'important monastère de Clonmacnoise, où Olaf prend ses quartiers pendant deux nuits, mais le haut-roi Donnchad Donn incendie quant à lui la ville de Dublin. L'année suivante, le 1er août, Olaf attaque sur le Lough Ree, qui est depuis 931 une base pour les Vikings de Limerick. Il s'assure de la disparition de ces rivaux en détruisant leur flotte et en capturant leur roi Amlaíb Cenncairech,. La puissance du royaume de Dublin atteint alors son apogée.

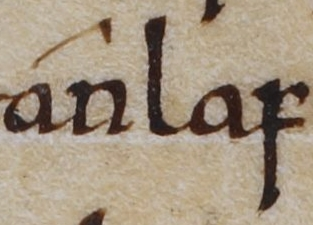
Ánlaf (Olaf) dans le poème héroïque de la Chronique anglo-saxonne (MS Cotton Tiberius B i).

Bénéficiant de solides positions en Irlande, Olaf est libre de s'intéresser aux événements de l'autre côté de la mer d'Irlande. Il a des visées sur la Northumbrie, une région sur laquelle son père a brièvement régné en 927 avant d'en être chassé par le roi anglais Æthelstan. Il conclut une alliance avec les rois Constantin II d'Écosse et Owain de Strathclyde et mène une armée en Angleterre en 937, l'année même de sa victoire sur les Vikings de Limerick.
Les troupes d'Olaf et de ses alliés rencontrent les Anglo-Saxons, menés par Æthelstan et son demi-frère Edmond, à la bataille de Brunanburh, dont le site n'est pas identifié avec certitude, mais pourrait se situer à Bromborough, sur la péninsule de Wirral,. Cet affrontement est mentionné dans de nombreuses sources : outre les annales irlandaises, la Chronique anglo-saxonne en fait un récit en vers héroïques, et la Saga d'Egill l'évoque aussi. Les sources contemporaines mentionnent de lourdes pertes dans les deux camps, mais la victoire revient à Æthelstan. Olaf et Constantin survivent et regagnent leurs royaumes respectifs,.
De retour en Irlande, Olaf attaque Kilcullen, dans l'actuel comté de Kildare, en 938. Les annales rapportent qu'il s'empare à cette occasion d'un millier de prisonniers.

### Roi de Northumbrie

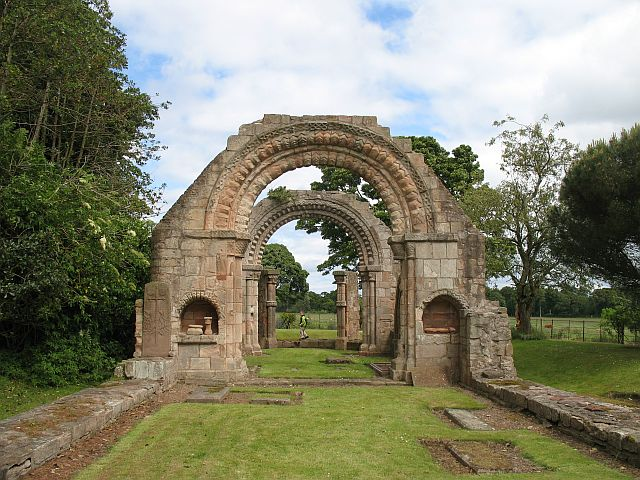
Les ruines de l'église de Tyninghame.

Æthelstan meurt en octobre 939. Olaf quitte l'Irlande peu après pour retourner en Angleterre, où il ne tarde pas à se faire reconnaître comme roi de Northumbrie. Il laisse son frère Blácaire gouverner le royaume de Dublin en son absence,. D'après Siméon de Durham, Olaf rencontre le successeur d'Æthelstan, son demi-frère Edmond, à Leicester la même année, et les deux hommes s'entendent sur un partage de l'Angleterre. Cet accord est rapidement rompu par les Vikings, qui prennent peu après le contrôle de la région des Cinq Bourgs (Derby, Leicester, Lincoln, Nottingham et Stamford). Siméon situe cette invasion en 940, mais la Chronique anglo-saxonne la date de 942-943, après la mort d'Olaf.
La Chronique de Melrose rapporte qu'Olaf pille l'église anglo-saxonne de Tyninghame, dédiée à saint Baldred, en 941. Il ne s'agit peut-être pas simplement d'un raid de pillage, mais plutôt d'un effort pour sécuriser une route vers l'Écosse et faciliter ainsi les communications entre York et Dublin. Olaf meurt la même année. Son cousin Olaf Cuaran, qui l'a accompagné durant l'invasion de 939, lui succède à York.

## Unions et postérité
D'après Jean de Worcester, Olaf épouse une fille de Constantin II avant 937. Roger de Wendover affirme quant à lui qu'il s'est marié avec une certaine Aldgyth, fille d'un comte northumbrien nommé Orm, dans le cadre de l'accord conclu avec Edmond en 939.
D'après les Annales d'Ulster, un certain Cammán mac Amlaíb subit une défaite contre un adversaire inconnu à Dub en 960. Il s'agit très certainement d'un fils d'Olaf Gothfrithson. Les Annales des quatre maîtres mentionnent un raid mené par des meic Amlaíb (« fils d'Olaf ») en 962, auxquels appartient peut-être ce Cammán. Il faut peut-être identifier Cammán au Sitriuc Cam qui est vaincu par Olaf Kvaran en 962.
Toujours en 962, un fils d'Olaf dont le nom n'est pas précisé attaque Anglesey et la Grande-Bretagne à partir de l'île d'Ireland's Eye. Les annales mentionnent la mort d'un certain Gofraid mac Amlaíb en 963. Il pourrait s'agir d'un fils d'Olaf, ou bien d'un fils d'Olaf Kvaran. Les Annales de Clonmacnoise citent un Ímar, « fils du roi », parmi les victimes de Brunanburh. Ce pourrait également être un fils d'Olaf.

## Sépulture
En 2005, des fouilles archéologiques menées à Auldhame, dans l'East Lothian, permettent de découvrir le squelette d'un jeune adulte entouré d'objets évoquant un statut social élevé. Il porte notamment une ceinture semblable à celles des Vikings d'Irlande. L'âge du défunt et son rang social ont incité les archéologues à envisager qu'il s'agisse de la tombe d'Olaf Gothfrithson, dont on sait qu'il était actif dans la région d'Auldhame et de Tyninghame peu avant sa mort, en 941. Il est impossible d'avoir recours à des analyses génétiques pour confirmer cette hypothèse, puisqu'on ignore si Olaf possède encore des descendants vivants. L'historien Alex Woolf considère que même s'il ne s'agit pas d'Olaf, le défunt est certainement mort lors de son raid de 941.

## Dans la culture populaire
Il est l'un des personnages principaux du film britannique The Last Kingdom : Sept rois doivent mourir (2023).